# Суханове
Суха́нове — село в Україні, у Милівській сільській громаді Бериславського району Херсонської області. Населення становить 416 осіб (за даними 2001 року).

## Населення

### Мовний склад
Рідна мова населення за даними перепису 2001 року:
| Мова       | Чисельність, осіб | Доля     |
| ---------- | ----------------- | -------- |
| Українська | 392               | 94,23 %  |
| Російська  | 19                | 4,57 %   |
| Молдовська | 5                 | 1,20 %   |
| Разом      | 416               | 100,00 % |

## Географія

### Клімат
| Клімат Суханового         | Клімат Суханового | Клімат Суханового | Клімат Суханового | Клімат Суханового | Клімат Суханового | Клімат Суханового | Клімат Суханового | Клімат Суханового | Клімат Суханового | Клімат Суханового | Клімат Суханового | Клімат Суханового | Клімат Суханового |
| Показник                  | Січ.              | Лют.              | Бер.              | Квіт.             | Трав.             | Черв.             | Лип.              | Серп.             | Вер.              | Жовт.             | Лист.             | Груд.             | Рік               |
| Середній максимум, °C     | −0,5              | 0,4               | 5,3               | 14,5              | 21,4              | 26,0              | 28,5              | 27,8              | 22,2              | 14,6              | 6,9               | 2,3               | 14                |
| Середня температура, °C   | −3,7              | −2,8              | 1,4               | 9,4               | 15,7              | 20,1              | 22,4              | 21,5              | 16,1              | 9,6               | 3,5               | −0,4              | 9                 |
| Середній мінімум, °C      | −6,8              | −6                | −2,4              | 4,3               | 10,1              | 14,2              | 16,3              | 15,3              | 10,1              | 4,7               | 0,2               | −3,1              | 4                 |
| Норма опадів, мм          | 32                | 31                | 25                | 31                | 42                | 50                | 53                | 37                | 35                | 27                | 35                | 38                | 436               |
| ------------------------- | ----------------- | ----------------- | ----------------- | ----------------- | ----------------- | ----------------- | ----------------- | ----------------- | ----------------- | ----------------- | ----------------- | ----------------- | ----------------- |
| Джерело: climate-data.org |                   |                   |                   |                   |                   |                   |                   |                   |                   |                   |                   |                   |                   |

## Археологія
Скіфський курган. За характерним 2-им похованням у скіфському кургані, що було зроблено булгарами-утигурами, названо сухановську групу памʼяток.

## Історія
12 червня 2020 року, відповідно до Розпорядження Кабінету Міністрів України від № 726-р «Про визначення адміністративних центрів та затвердження територій територіальних громад Херсонської області», увійшло до складу  Милівської сільської громади.
19 липня 2020 року, в результаті адміністративно-територіальної реформи та ліквідації   Бериславського району (1923—2020), увійшло до складу новоутвореного Бериславського району.

## Відомі люди
Уродженцем села є Єлефтеріаді Валерій Степанович (1969-2015) — старшина Збройних сил України, учасник російсько-української війни.